# Edius
EDIUS est un logiciel de montage multiformat en temps réel de la société Grass Valley, vendu en deux déclinaisons : EDIUS X Pro et EDIUS X Workgroup ainsi qu'une version EDIUS 10 Pro Home Edition. Tous prennent en charge divers formats, notamment 4K, et sont compatibles avec des plug-ins et du matériel tiers.
EDIUS X Pro offre de bonnes performances, même avec un ordinateur portable standard. Il prend en charge, en temps réel, plusieurs formats et résolutions afin de traiter les projets, même les plus complexes.
Le logiciel permet la réalisation complète d'un film, de l'importation vidéo aux effets en passant par les transitions et un éditeur de titre ultra-complet.
La version grand public actuellement disponible est EDIUS X Pro Home Edition. Elle a toutes les fonctions de la version Pro mais ne bénéficie pas en principe des mises à jour régulières et ne doit être utilisée qu'à titre privé. 
EDIUS X a le grand avantage par rapport à ses concurrents de pouvoir être téléchargé et utilisé sans aucune restriction pendant 30 jours mais demande le respect d'une procédure d'identification et d'installation. En dehors de la version Workgroup, l'ordinateur doit être connecté à internet pour le lancement du programme.

## Description
L'interface est divisée en trois zones :
- la timeline, élément central de tous les logiciels de montage, permet de placer ses séquences selon la chronologie du film ;
- la fenêtre de prévisualisation ;
- le chutier qui rassemble toutes les séquences, effets, transitions et titres.

La résolution se sélectionne dans le premier écran qui apparaît au lancement du programme.
Un avantage incontestable de ce logiciel est la liste des formats qu'il supporte : tous les formats images courants (.jpg, .png, .gif, .bmp, .pict, .tif, .fpx, .psd, etc.) ainsi que la grande majorité des formats audio et vidéo (sauf quelques codecs vidéo professionnels peu répandus).